# Konjektur
Konjektur är en välgrundad gissning om den rätta lydelsen och betydelsen hos ett svårtolkat textställe. Konjekturer har inte stöd i något existerande textvittne. Konjekturer föreslås oftast för gamla texter som bevarats i handskrift. Eftersom många ord i äldre texter kan ha flera betydelser som är svåra att avgöra idag tvingas man ofta i textkritiken göra konjekturer för att få en text som både är sammanhängande och ger en så god bild man kan åstadkomma av vad författaren kan ha menat.